# Dicranomyia encharis
Dicranomyia encharis är en tvåvingeart som först beskrevs av Alexander 1964.  Dicranomyia encharis ingår i släktet Dicranomyia och familjen småharkrankar. Inga underarter finns listade i Catalogue of Life.